# Петрухново (Новгородская область)
Петрухново — деревня в Старорусском муниципальном районе Новгородской области, с весны 2010 года относится к Великосельскому сельскому поселению, прежде входила в ныне упразднённое Астриловское сельское поселение. На 1 января 2011 года постоянное население деревни — 12 жителей, число хозяйств — 8.
Деревня находится на Приильменской низменности на высоте 28 м над уровнем моря. Деревня расположена на реке Белка, в восьми километрах к северу от деревни Астрилово.
Неподалёку, в 1,5 км к югу, у реки Коростовка расположена ещё одна деревня — Дубки.

## Население
| 2010 | 2011 | 2012 | 2013 |
| ---- | ---- | ---- | ---- |
| 10   | ↗12  | ↗13  | ↘12  |

## Транспорт
Ближайшая железнодорожная станция расположена в Тулебле.